# Civiløkonom
En civiløkonom er en person med en erhvervsøkonomisk kandidat (cand. merc.) eller en kombinationsuddannelse der omfatter erhvervsøkonomi. Civiløkonom arbejder oftest i private virksomheder, fx med planlægning af indkøb, markedsanalyser, salg eller eksport.  
Eksempler på uddannelser er Master of Business Administration (MBA, mastergrader), Handelshøjskolernes erhvervsøkonomiske Diplomuddannelse (HD), handelshøjskole, Handelshøjskolernes HA Almen Erhvervsøkonomi (HA) på en handelshøjskole, MBA på en handelshøjskole eller en speciel erhvervsorienteret økonomisk uddannelse på et universitet.